# Петров, Михаил Николаевич
Михаи́л Никола́евич Петро́в (род. 1923) — советский дипломат. Чрезвычайный и полномочный посол.

## Биография
На дипломатической работе с 1948 года.
- В 1948—1951 годах — сотрудник центрального аппарата МИД СССР.
- В 1951—1953 годах — сотрудник посольства СССР в Болгарии.
- В 1953—1955 годах — сотрудник центрального аппарата МИД СССР.
- В 1955—1957 годах — слушатель Высшей дипломатической школы МИД СССР.
- В 1957—1963 годах — сотрудник центрального аппарата МИД СССР.
- В 1963—1966 годах — советник посольства СССР в Сомали.
- В 1966—1968 годах — на ответственной работе в центральном аппарате МИД СССР.
- В 1968—1972 годах — советник посольства СССР в Нигерии.
- В 1972—1977 годах — на ответственной работе в центральном аппарате МИД СССР.
- С 21 декабря 1977 по 5 апреля 1985 года — чрезвычайный и полномочный посол СССР в Ботсване[1].